# Kati Venäläinen
Kati Susanna Venäläinen, gebürtig Sundqvist (* 15. Februar 1975 in Noormarkku) ist eine ehemalige finnische Skilangläuferin.

## Werdegang
Venäläinen, die für den Noormarkun Nopsa startete, debütierte im März 1994 in Lahti im Skilanglauf-Weltcup und errang dabei den zehnten Platz mit der Staffel. Im Dezember 1994 lief sie in Ilomantsi erstmals im Continental-Cup und belegte dabei den 24. Platz über 5 km klassisch. Im folgenden Monat absolvierte sie in Lahti ihr erstes Rennen im Weltcupeinzel, welches sie auf dem 39. Platz über 10 km klassisch beendete. Bei den Nordischen Junioren-Skiweltmeisterschaften 1995 in Gällivare gewann sie die Bronzemedaille mit der Staffel. Zudem gelang ihr dort der 24. Platz über 15 km Freistil und der siebte Rang über 5 km klassisch. Im November 1995 holte sie in Vuokatti mit dem 29. Platz über 5 km klassisch ihre ersten Weltcuppunkte. Im November 1996 wurde sie beim Continental-Cup in Kittilä Zweite über 5 km klassisch. Bei den Nordischen Skiweltmeisterschaften 1997 in Trondheim belegte sie den 35. Platz über 15 km Freistil. Im folgenden Jahr kam sie bei den Olympischen Winterspielen 1998 in Nagano auf den 41. Platz über 15 km klassisch. Bei den Nordischen Skiweltmeisterschaften 1999 in Ramsau am Dachstein errang sie den 32. Platz über 15 km Freistil und den 30. Platz über 30 km klassisch. In der Saison 1999/2000 kam sie im Weltcup 12-mal in die Punkteränge. Dabei erreichte sie in Stockholm mit Platz drei im Sprint ihre erste Podestplatzierung im Weltcup und zum Saisonende den 24. Platz im Gesamtweltcup und den 14. Rang im Sprintweltcup. Auch in der folgenden Saison kam sie im Weltcup 12-mal in die Punkteränge. Dabei gelangen ihr drei Top-Zehn-Platzierungen und zum Saisonende jeweils der 20. Platz im Gesamtweltcup und im Sprintweltcup. Beim Saisonhöhepunkt den Nordischen Skiweltmeisterschaften 2001 in Lahti holte sie die Silbermedaille im Sprint. Zudem errang sie dort den 32. Platz über 15 km klassisch.
In der Saison 2001/02 lief Venäläinen im Weltcup dreimal unter den ersten Zehn, darunter jeweils Platz vier im Sprint in Asiago und in Oslo und belegte damit den 26. Platz im Gesamtweltcup und den 13. Rang im Sprintweltcup. Ihre besten Ergebnisse bei den Olympischen Winterspielen 2002 in Salt Lake City waren der 16. Platz im Skiathlon und der siebte Rang mit der Staffel. Nach Platz 33 im Sprint in Düsseldorf zu Beginn der Saison 2002/03, kam sie im weiteren Saisonverlauf bei Sprintweltcups dreimal unter die ersten Zehn und errang damit den 31. Platz im Gesamtweltcup und den 12. Platz im Sprintweltcup. Bei den Nordischen Skiweltmeisterschaften 2003 im Val di Fiemme belegte sie den 27. Platz im Skiathlon und den 15. Rang im Sprint. Ihr bestes Resultat im Weltcupeinzel in der Saison 2003/04, die sie auf dem 45. Platz im Gesamtweltcup und auf dem 24. Rang im Sprintweltcup beendete, war der neunte Platz im Sprint in Stockholm. Im Februar 2004 wurde sie in Umeå Dritte mit der Staffel. In der Saison 2004/05 errang sie den 20. und in der Saison 2005/06 den 24. Platz im Sprintweltcup. Bei den Olympischen Winterspielen 2006 in Turin gelang ihr der 43. Platz über 10 km klassisch, der 29. Rang im Sprint und der siebte Platz mit der Staffel. Nach Platz drei beim Scandinavian-Cup im Sprint in Vuokatti zu Beginn der Saison 2006/07, errang sie zwei zweite Plätze und holte im Sprint in Falun ihren einzigen Sieg im Continental-Cup. Ihr 135. und damit letztes Weltcupeinzelrennen absolvierte sie im März 2007 in Lahti, welches sie auf dem 19. Platz über 10 km klassisch beendete. Nach dreijähriger Pause nahm sie von 2010 bis 2021 ausschließlich an nationalen Rennen teil.

## Teilnahmen an Weltmeisterschaften und Olympischen Winterspielen

### Olympische Spiele
- 1998 Nagano: 41. Platz 15 km klassisch
- 2002 Salt Lake City: 7. Platz Staffel, 5. Platz 30 km klassisch, 16. Platz 10 km Skiathlon, 18. Platz Sprint Freistil, 28. Platz 10 km klassisch
- 2006 Turin: 7. Platz Staffel, 29. Platz Sprint Freistil, 43. Platz 10 km klassisch

### Nordische Skiweltmeisterschaften
- 1997 Trondheim: 35. Platz 15 km Freistil
- 1999 Ramsau: 30. Platz 30 km klassisch, 32. Platz 15 km Freistil
- 2001 Lahti: 2. Platz Sprint Freistil, 32. Platz 15 km klassisch
- 2003 Val di Fiemme: 15. Platz Sprint Freistil, 27. Platz 10 km Skiathlon

## Siege bei Continental-Cup-Rennen
| Nr. | Datum            | Ort   | Disziplin        | Serie            |
| --- | ---------------- | ----- | ---------------- | ---------------- |
| 1.  | 25. Februar 2007 | Falun | Sprint klassisch | Scandinavian-Cup |

## Platzierungen im Weltcup

### Weltcup-Statistik
Die Tabelle zeigt die erreichten Platzierungen im Einzelnen.
- 1.–3. Platz: Anzahl der Podiumsplatzierungen
- Top 10: Anzahl der Platzierungen unter den ersten zehn
- Punkteränge: Anzahl der Platzierungen innerhalb der Punkteränge
- Starts: Anzahl gelaufener Rennen in der jeweiligen Disziplin
- Hinweis: Bei den Distanzrennen erfolgt die Einordnung gemäß FIS.

| Platzierung         | Distanzrennen a | Distanzrennen a | Distanzrennen a | Distanzrennen a | Distanzrennen a | Skiathlon Verfolgung | Sprint | Etappen- rennen b | Gesamt | Team c | Team c  |
| Platzierung         | ≤ 5 km          | ≤ 10 km         | ≤ 15 km         | ≤ 30 km         | > 30 km         | Skiathlon Verfolgung | Sprint | Etappen- rennen b | Gesamt | Sprint | Staffel |
| ------------------- | --------------- | --------------- | --------------- | --------------- | --------------- | -------------------- | ------ | ----------------- | ------ | ------ | ------- |
| 1. Platz            |                 |                 |                 |                 |                 |                      |        |                   |        |        |         |
| 2. Platz            |                 |                 |                 |                 |                 |                      |        |                   |        |        |         |
| 3. Platz            |                 |                 |                 |                 |                 |                      | 1      |                   | 1      |        | 2       |
| Top 10              |                 | 1               |                 |                 |                 |                      | 15     |                   | 16     | 3      | 21      |
| Punkteränge         | 11              | 19              | 7               | 4               | 1               | 4                    | 33     |                   | 79     | 8      | 27      |
| Starts              | 21              | 40              | 14              | 6               | 1               | 11                   | 42     |                   | 135    | 8      | 27      |
| Stand: Karriereende |                 |                 |                 |                 |                 |                      |        |                   |        |        |         |

### Weltcup-Gesamtplatzierungen
| Saison    | Gesamt | Gesamt | Distanz | Distanz     | Sprint | Sprint |
| Saison    | Punkte | Platz  | Punkte  | Platz       | Punkte | Platz  |
| --------- | ------ | ------ | ------- | ----------- | ------ | ------ |
| 1995/96   | 4      | 64.    | -       | -           | -      | -      |
| 1996/97   | 50     | 39.    | 27      | 25. 2       | 23     | 39.    |
| 1997/98   | 20     | 51.    | -       | -           | 20     | 44.    |
| 1998/99   | 29     | 47.    | 1       | 64. 2       | 28     | 47     |
| 1999/2000 | 188    | 24.    | 59 28   | 26. 1 26. 2 | 101    | 14.    |
| 2000/01   | 197    | 20.    | -       | -           | 74     | 20.    |
| 2001/02   | 191    | 26.    | -       | -           | 138    | 13.    |
| 2002/03   | 144    | 31.    | -       | -           | 134    | 12.    |
| 2003/04   | 91     | 45.    | 6       | 73.         | 85     | 24.    |
| 2004/05   | 101    | 43.    | -       | -           | 101    | 20.    |
| 2005/06   | 142    | 40.    | 46      | 46.         | 96     | 22.    |
| 2006/07   | 22     | 75.    | 12      | 62.         | 10     | 59.    |